# Corneto (Acquasanta Terme)
Corneto (Curnitë in dialetto acquasantano) è una frazione del comune di Acquasanta Terme in provincia di Ascoli Piceno. La frazione è situata sulla via Salaria, in prossimità delle rive del fiume Tronto dove è in funzione la centrale idroelettrica di Venamartello e una diga. La costruzione della diga forma un bacino. Nel corso del 2005, sulle rive del fiume Tronto è stata attrezzata un'area verde con dei tavoli e panchine per pic-nic. Lungo le rive del fiume Tronto è possibile svolgere la pesca.
La frazione è nata a seguito della nascita di diverse cave di travertino (oggi ne rimane solo una attiva) e dei laboratori dove venivano lavorati i travertini.

## Geografia fisica

### Clima
Il clima è di tipo subappenninico, trovandosi a ridosso di importanti catene montuose. Gli inverni sono umidi e abbastanza rigidi, e quando le correnti di aria fredda provenienti dall'appennino, si assiste a precipitazioni nevose ed un forte abbassamento della temperatura.
Sono frequenti gelate notturne e anche il fenomeno della nebbia non è raro, soprattutto lungo il corso del fiume Tronto. Le estati risultano calde e con precipitazioni poco frequenti per lo più dovute ad improvvisi e a volte violenti temporali pomeridiani. Il paese trovandosi in una conca, nei giorni più caldi si possono raggiungere temperature di 37 °C - 38 °C.
La temperatura media nei mesi invernali si attesta sui 0 °C - 2 °C mentre quella nei mesi estivi sui 24 °C - 25 °C.

## Fiumi e torrenti
- Fiume Tronto,
- Torrente Marzola.

## Sport
Vicino alla zona artigianale è presente un piazzale che era stato concesso in uso ad una società sportiva dilettantistica (S.S.D.), la quale aveva realizzato un circuito per minimoto, denominato "Diabolik". Dopo il grave terremoto che ha colpito il capoluogo abruzzese L'Aquila, l'area è stata riconsegnata al comune, il quale l'ha destinata all'uso di base logistica, in caso di calamità naturali. A causa dei sismi del 24 agosto 2016, 26 ottobre 2016  e 30 ottobre 2016 che ha interessato il centro Italia, si sono verificati diversi danni a stalle e aziende agricole della zona. A seguito di tale gravità, il comune di Acquasanta Terme ha destinato l'area al deposito e stoccaggio di rotoli di fieno riservati alle aziende colpite dai sisma.